# Дыряне
 Дыряне  — деревня в Кумёнском районе Кировской области в составе Кумёнского сельского поселения.

## География
Расположена на расстоянии примерно 3 км на северо-запад от районного центра поселка Кумёны.

## История
Известна с 1727 года как займище Печенкинское с 7 дворами, вотчина Вятцкого Успенского Трифонова монастыря. В 1764 году 45 жителей, в 1802 18 дворов. В 1873 году (займище Печенкинское или Дыряна) дворов 23 и жителей 200, в 1905 29 и 179, в 1926 (деревня Дыряна или Печенкинское) 34 и 158, в 1950 20 и 65, в 1989 6 жителей. Настоящее название утвердилось с 1939 года. 

## Население
Постоянное население не было учтено как в 2002 году, так и в 2010.